# Fritzie Zivic
Fritzie Zivic (Lawrenceville, Pittsburgh, 8. svibnja 1913. – 16. svibnja 1984. Pittsburgh, PA), rođen kao Ferdinand Henry John Zivcich te poznat kao "hrvatska kometa", bio je američki boksač hrvatskih korijena koji je držao naslov u velter kategoriji od 4. listopada 1940. do 29. srpnja 1941. godine.

## Životopis
Otac mu je bio doseljenik iz Hrvatske, Hrvat, majka Mary Kepele bila je Slovenka. Kao mladić, slijedio je primjer svoje starije braće Joea, Eddieja, Petea i Jacka, koji su kasnije bili poznati kao "Fighting Zivics". S profesionalnim borbama je počeo u listopadu 1931., u dobi od 18 godina, a zadnju borbu je imao siječnja 1949., u dobi od 36 godina.
Fritzie se najviše proslavio kada je 4. listopada 1940. pobijedio Henryja Armstronga u Madison Square Gardenu, kada je osvojio naslov svjetskog prvaka u velter-kategoriji. Kako bi proslavili ovu pobjedu Nikola Tesla ga je pozvao na večeru u svom hotelu. Nakon što je ugovoren revanš Nikola Tesla je Fritzija ohrabrio riječima "Srušit ćeš ga, sinko, nokautom!"
Zivic je zadržao naslov idućih osam mjeseci, a onda ga je izgubio porazom u borbi s Freddiem Redom Cochranom na bodove, nakon 15 runda, 29. srpnja 1941. u Newarku, New Jersey. Iako je bio poznat po svojim prljavim boksačkim tehnikama; štoviše, smatra ga se jednim od najprljavijih boksača po tom pitanju (palac u oko ili udaranje u zabranjena mjesta), bio je poznat i po tome što se poslije uvijek ispričavao protivniku za to što je učinio.
Proglašen je članom boksačke Dvorane slavnih. Nakon što je okončao aktivnu boksačku karijeru, pokrenuo je svoju boksačku školu. Umro je od Alzheimerove bolesti, 16. svibnja 1984., nakon duge borbe s bolešću.

## Borbe
Za vrijeme karijere imao je 232 borbe u kojima je imao 158 pobjeda, 80 nokautom, 64 izgubljene i 9 neriješenih.
Među najveće borbe spadaju one sa:
- Charlesom Burleyom, kasnijim "svjetskim prvakom za obojene" i članom boksačke Dvorane slavnih
- Henryjem Armstrongom, svjetskim prvakom u tri težinske kategorije, velteru, lakoj i peru, kasnijim članom boksačke Dvorane slavnih
- Jakeom La Mottom, kasnijim svjetskim prvakom u srednjoj kategoriji
- neriješena borba protiv Lewa Jenkinsa, borca koji je tada držao naslov svjetskog prvaka u lakoj kategoriji (a Zivic je tada još bio aktualni prvak u velteru) 20. prosinca 1940.

## Izjave
- Boksaš, ne sviraš glasovir.

## Vanjske poveznice
- Cyberboxingzone
- Slika[neaktivna poveznica]
- Živčić u Dvorani slavnih  Arhivirana inačica izvorne stranice od 17. travnja 2007. (Wayback Machine)